# カワバタトモキ
カワバタ トモキ（かわばた ともき、1977年2月6日 - ）は、日本の音楽家・ナレーター・俳優・作詞家・作曲家である。鹿児島県姶良市（旧：姶良郡加治木町）生まれの同県鹿児島市育ち。身長・172cm、体重・60kg。ナレーター、俳優での所属事務所はヘリンボーン。音楽家としては、「onjo」というアーティストネームでフリーで活動している。

## 来歴
1977年 鹿児島県姶良市加治木町に生まれる。幼少時代は、神奈川県茅ケ崎市、藤沢市で過ごす。

(その後鹿児島へ戻る)。6歳からピアノを始め10歳で初めての作曲。

1994年 音楽の場を求め上京。

1995年 大規模なオーディションに合格し、ソロシンガーとしての活動を開始するも、音楽性の相違からデビュー間近にして大手プロダクションを辞め、独自でバンド活動を始める。
1996年 ビジュアル系、オルタナ/グランジ、ミクスチャーなど様々なバンドを結成し、都内ライブハウスで活動。

2000年 アメリカを旅する途中、サンディエゴで観たRed Hot Chili Peppersのライブに衝撃を受ける。

2001年 3ピースバンド【SATSUKI】を結成。ギターボーカルを担当し作詞作曲を行う。some small hope 他との関西ツアーを行う。

2005年 シングル「尋ネ街」がCMJインディーズチャート1位を獲得。TokyoFM等、ラジオでオンエアされる。「月夜飛行」がCMJインディーズチャート2位を獲得。

2006年 SATSUKI解散後、【カワバタトモキ】名義でソロ活動を開始。コンピレーションアルバム「素晴らしい世界」に「七井橋」を提供。翌年、LIVE DVD「風景音楽美術館」リリース(※廃盤)

2007年 TV-CMのナレーション依頼を受け、これを機にナレーター活動を始める。

2009年 HONDA「airwave」HPのCM音楽提供。同年、日テレ「スクール革命」に初のテレビ出演。「16小節のナニソング」で朗読を行う。TBSニュース番組「イブニングファイブ」で初の生ナレーション。

2010年 株式会社ヘリンボーンに所属。

2012年 新たにソロ音楽活動を再開。プロジェクト名を【カワバタトモキ】から【onjo】に変更。

## 出演

### 番組出演
- スクール革命「16小節のナニソング」（日本テレビ）

### 番組ナレーション
- 「黒澤明監督特集」（WOWOW）
- 「3Dエンタ!」（WOWOW）
- イブニング・ファイブ　スポーツコーナー（TBS）
- NEWS ZERO  ボイスオーバー（日本テレビ）
- 月間サッカーアース　ボイスオーバー（日本テレビ）

### 映画予告篇ナレーション
- 「赤い季節」(2012年)
- 「超能力者」(2012年)

### CM出演
- クリアアサヒ（アサヒビール）

### CMナレーション
- アスタリフト (FUJIFILM)
  - 「肌時間旅行」篇
  - 「肌の潤い」篇
- 水の【激落ち】くん　(レック (企業))
- エメマン微糖  (日本コカ・コーラ株式会社)
- ブラビア (SONY)
- BRANZ  (東急不動産)
- クロヒョウ2 龍が如く  (セガ)
- 東京エレクトロン
- SHINee 「THE FIRST」 (EMIミュージック・ジャパン)
- スバル・フォレスター （スバル）
- ワンダと巨像（ソニー・コンピュータエンタテインメント）
- モバダビ　（mobcast）
- ニッセン
  - 2011夏「モデル＋女優」篇
  - 2011盛夏 「働く＋遊ぶ」篇
  - 2011夏 「泣く＋笑う」篇
  - 2011夏 「食べる＋寝る」篇
- G'zOne TYPE-X （カシオ）
- クリアアサヒ（アサヒビール）
- PROTREK（カシオ）

### DVDナレーション
- AKB48シングルCD＋DVD「GIVE ME FIVE!」(DVDメイキング映像)

### その他
- 「FregeezooHogen」（フリッジーズーホーゲン）シロクマくんの声